# Marginella verrilli
Marginella verrilli is een slakkensoort uit de familie van de Marginellidae. De wetenschappelijke naam van de soort is voor het eerst geldig gepubliceerd in 1967 door Morrison.